# Reichenbachia informis
Reichenbachia informis är en skalbaggsart som beskrevs av Thomas Casey 1886. Reichenbachia informis ingår i släktet Reichenbachia och familjen kortvingar. Inga underarter finns listade i Catalogue of Life.